# Zanele Mbeki

Zanele Dlamini Mbeki

Zanele Mbeki hay tên đầy đủ là Zanele Dlamini Mbeki (sinh năm 1938) là một nhà hoạt động xã hội đòi quyền bình đẳng giới của Nam Phi. Bà là người sáng lập của ngân hàng phát triển phụ nữ. Ngoài ra, bà còn là phu nhân của cựu tống thống Nam Phi Thabo Mbeki (nhiệm kì của ông là từ ngày 14 tháng 6 năm 1999 đến ngày 24 tháng 9 năm 2008).

## Lí lịch
Bà sinh ra ở Alexandra, tỉnh Gauteng, Nam Phi trong một gia đình 5 chị em, cha bà là thầy tu của hội Giám lý, mẹ bà là thợ may áo nữ.
Mbeki học nội trú tại học viện Công giáo Inkamana ở KwaZula-Natal, sau đó bà học ngành công tác xã hội tại trường đại học Witwaterarand.
Sau ba năm làm việc ở công ty khai khoáng Anglo America plc tại Zambia, bà sang London du học tại trường đại học kinh tế London và tốt nghiệp vào năm 1968. Sau đó, bà giành được một học bổng để lấy bằng tiến sĩ, nhưng sau đó, bà rời Mỹ trước khi hoàn thành nó để kết hôn với tổng thống Nam Phi thời bấy giờ là ông Thabo Mbeki.

## Sự nghiệp
Trong thời gian ở London bà là người hỗ trợ việc điều trị các vấn để tâm thần về xã hội tại bệnh viện Guy và ở bệnh viện Day.
Sau khi kết hôn, bà làm việc ở quỹ giáo dục đại học quốc tế ở Lusaka, Zambia.
Năm 1990, bà thành lập ngân hàng phát triển phụ nữ.
Trong thời gian chồng bà tranh cử, bà hiêm khi xuất hiện, thậm chí là từ chối phỏng vấn. Năm 1999, bà trở thành phu nhân của tống thống Nigeria và luôn ủng hộ cho quyền bình đẳng giới.